# 숨 (2007년 영화)
《숨》은 2007년에 개봉한 장첸, 박지아, 하정우 주연, 김기덕 감독의 영화이다.

## 캐스팅
- 장첸 : 장진 역
- 박지아 : 홍주연 역
- 하정우 : 남편 역
- 강인형 : 어린죄수 역
- 김기덕 : 보안과장 역
- 이주석 : 그림죄수 역
- 오순태 : 덩치죄수 역
- 김은서 : 희 역
- 조석현 : 특별면회실 교도관 역
- 이종수 : 호송 교도관 역
- 소재익 : 면회신청소 교도관 역
- 이경호 : 경비 교도관 역
- 박철근 : 접견실 교도관 역
- 김종원 : 경비초소 경비 역
- 김태훈 : 방송국앵커 1 역
- 정은영 : 방송국앵커 2 역
- 백윤철 : 현장리포터 1 역
- 이연선 : 현장리포터 2 역
- 신택기 : 택시운전사 1 역
- 황인준 : 택시운전사 2 역
- 송명철 : 택시운전사 3 역